# Puerto de la Morcuera

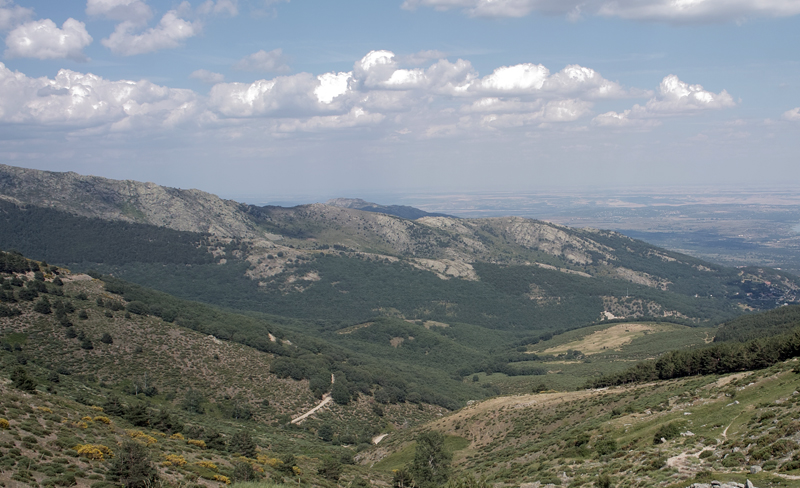
Vy mot söder från puerto de la Morcuera.

Puerto de la Morcuera är ett bergspass beläget 1796 meter över havet, i Sierra de Guadarrama som tillhör Sistema Central, i Madrid (Spanien). Det är det tredje högsta bergspasset i madridområdet, och sammanfaller i höjd med la Fuenfría.
Passet genomlöps av bilvägen M-611 som sammanbinder orterna Miraflores de la Sierra och Rascafría, vilka ligger på ett avstånd mellan sig av 21,66 km. Passet är beläget inom Sierra de la Morcuera, som är en bergskedja som tillhör Sierra de Guadarrama.